# Aeroportul Shire
Aeroportul Shire (IATA: SHC) este un aeroport din Etiopia.
aeroportul dispune de o singură pistă.